# Linum cremnophilum
Linum cremnophilum là một loài thực vật có hoa trong họ Linaceae. Loài này được I.M. Johnst. mô tả khoa học đầu tiên năm 1929.